# Place de la Roulais
La place de la Roulais est une voie de la commune française de Saint-Malo, Ille-et-Vilaine, en Bretagne.

## Situation et accès
Dans la prolongation de la rue Georges-Clemenceau et la Rue Ville-Pépin, la petite place de la Roulais est une place du quartier de Saint-Servan, anciennement ville de Saint-Servan-sur-Mer de 1790 à 1967, avant sa fusion avec sa voisine Saint-Malo. Elle fait la jonction entre le boulevard Douville, créé en 1841, et les deux principales rues du quartier de Saint-Servan qui poursuivent la pénétrante venue de Rennes, la route nationale de Saint-Malo à Rennes, et allant à l'intra-muros.

## Historique
La place est nommée le 15 juillet 1820 et est classée le 25 février 1972. De 1868 à 1894, l'actuelle place du Maréchal-Leclerc porte aussi le nom de place de la Roulais.
Il y a souvent une confusion entre la place de la Roulais (située à l'angle de la rue Ville Pépin et la rue du docteur Paul Boulogne menant vers la rue de Dreux, la rue Danycan et la rue de la Nation) avec la place du Maréchal Leclerc anciennement place Carnot (cette dernière étant située entre la rue Ville Pépin, le boulevard Porée et la rue Jean XVIII anciennement rue Le Pailleur). Ce sont deux places distinctes mais proches, reliées entre elles par la rue Ville Pépin.

## Bâtiments remarquables et lieux de mémoire
La rue comporte numéros dont :
- Au no 3, maison natale de l'archéologue et historien Louis Duchesne, de l'Académie française. En 1844, sa famille y tient encore son épicerie. Depuis 1972, à l'occasion du cinquantenaire de la disparition de l'académicien, une plaque commémore sa naissance dans cette petite maison le 13 septembre 1843.

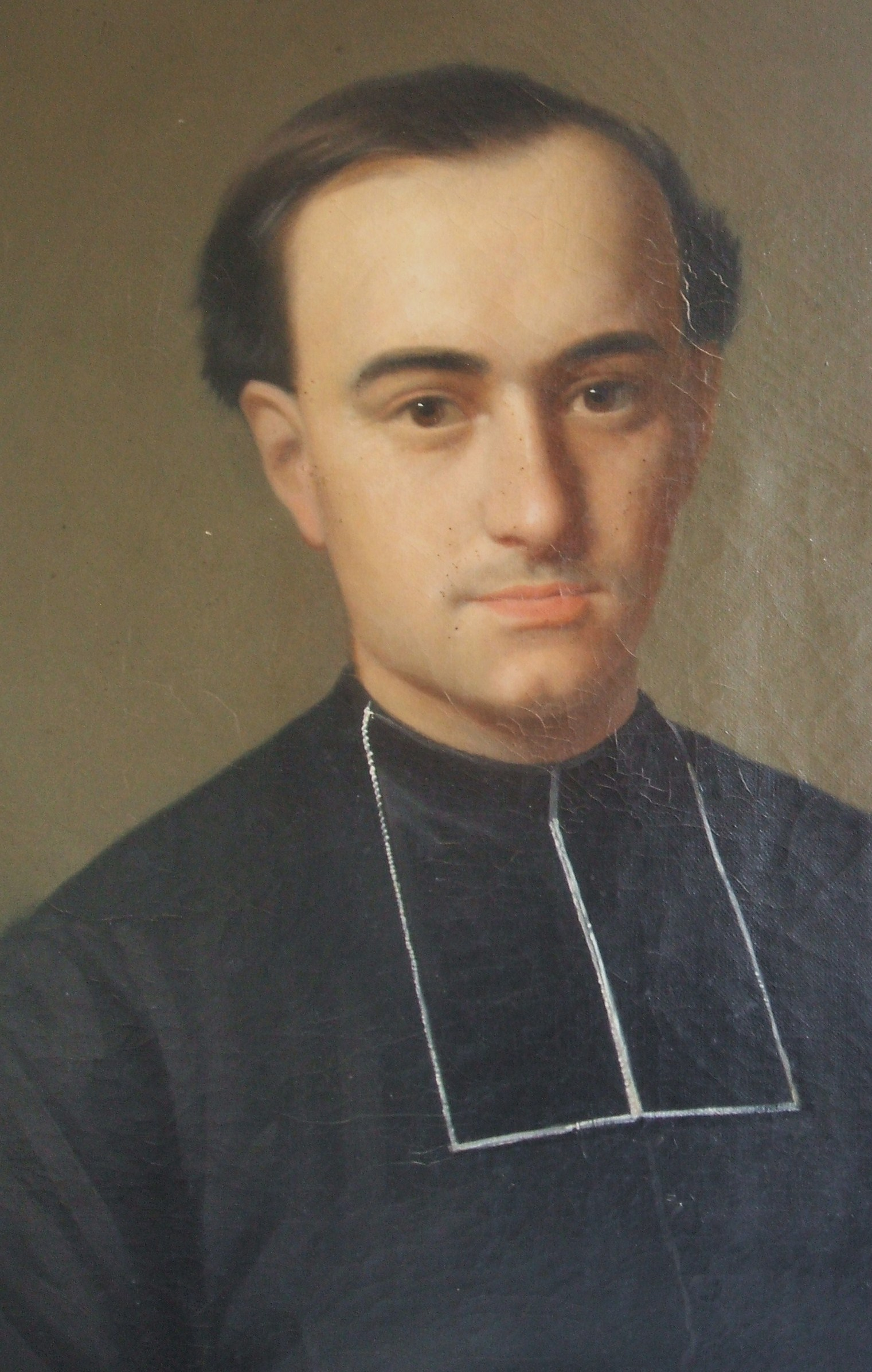
Louis Duchesne à l'âge de 28 ans.

- Au centre de la place, il existait une chapelle Saint-Fiacre, un édifice de forme ovale surmonté d'un dôme édifié en novembre 1618, dont il ne subsiste rien aujourd'hui. Les Calvairiennes s'y installent de 1639 à 1645 dans l'attente de la construction de leur monastère, à l'emplacement actuel des marchés de Saint-Servan. Avec la Révolution, elle est vendue comme bien national en 1795, puis détruite.
- Pharmacie (Bolzard, puis Cointement en 1937).
- Sous l'Occupation, le centre régional du Secours National est situé sur la place.
- Louis Duchesne.
- Le peintre Jean-Baptiste Corot a peint la place lors d'un voyage en Bretagne en 1860.